# Unione Calcio Sampdoria 1953-1954
Questa voce raccoglie le informazioni riguardanti l'Unione Calcio Sampdoria nelle competizioni ufficiali della stagione 1953-1954.

## Stagione
La Sampdoria nell'annata 1953-1954 prese parte alla Serie A classificandosi all'ottavo posto con 34 punti.

## Organigramma societario
Area direttiva
- Presidente: Alberto Ravano

Area tecnica
- Allenatore: Paolo Tabanelli

## Divise
| Casa |

## Rosa
| N. |                   | Ruolo | Calciatore         |
| -- | ----------------- | ----- | ------------------ |
|    | Italia (bandiera) | P     | Antonio Pin        |
|    | Italia (bandiera) | P     | Rolando Rubattino  |
|    | Italia (bandiera) | D     | Giovanni Ballico   |
|    | Italia (bandiera) | D     | Alberto Fommei     |
|    | Italia (bandiera) | D     | Edy Gratton        |
|    | Italia (bandiera) | D     | Giovanni Mialich   |
|    | Italia (bandiera) | D     | Pietro Podestà     |
|    | Italia (bandiera) | C     | Romano Agostinelli |
|    | Italia (bandiera) | C     | Aristide Coscia    |
|    | Italia (bandiera) | C     | Clemente Gotti     |

| N. |                      | Ruolo | Calciatore       |
| -- | -------------------- | ----- | ---------------- |
|    | Danimarca (bandiera) | C     | Karl Aage Hansen |
|    | Italia (bandiera)    | C     | Giacomo Mari     |
|    | Italia (bandiera)    | C     | Ermanno Righetto |
|    | Italia (bandiera)    | C     | Pierluigi Ronzon |
|    | Italia (bandiera)    | A     | Giuseppe Baldini |
|    | Italia (bandiera)    | A     | Oliviero Conti   |
|    | Argentina (bandiera) | A     | Mario Sabbatella |
|    | Italia (bandiera)    | A     | Ennio Testa      |
|    | Italia (bandiera)    | A     | Mario Tortul     |

## Risultati

### Serie A

#### Girone di andata
| Arbitro: | Righi (Milano) |

|                    |           |           |
| Baldini 41’ (rig.) | Marcatori | 67’ Buhtz |

| Arbitro: | Guarnaschelli (Pavia) |

|                          |           |          |
| Bülent 11’ Stefanini 73’ | Marcatori | 6’ Conti |

| Arbitro: | Massai (Pisa) |

|                     |           |              |
| Gotti 71’ Conti 77’ | Marcatori | 60’ Frignani |

| Arbitro: | Scaramella (Roma) |

|               |           |               |
| Menegotti 16’ | Marcatori | 5’, 40’ Conti |

| Arbitro: | Jonni (Macerata) |

|               |           |  |
| Boniperti 61’ | Marcatori |  |

| Arbitro: | Marchese (Napoli) |

|                                       |           |               |
| Mari 32’ Conti 68’ Baldini 85’ (rig.) | Marcatori | 50’ Bercarich |

| Arbitro: | Marchetti (Milano) |

|                           |           |             |
| La Rosa 17’ Prunecchi 81’ | Marcatori | 51’ Baldini |

| Arbitro: | Rigato (Mestre) |

|               |           |                    |
| Formentin 76’ | Marcatori | 59’ (rig.) Baldini |

| Genova 8 novembre 1953 9ª giornata | Sampdoria        | 0 – 0 | Inter | Stadio Luigi Ferraris\| Arbitro: \| Orlandini (Roma) \| |
| Arbitro:                           | Orlandini (Roma) |       |       |                                                         |

| Arbitro: | Liverani (Torino) |

|  |           |           |
|  | Marcatori | 44’ Testa |

| Arbitro: | Coppa (Mariano Comense) |

|                                  |           |           |
| Testa 20’ Baldini 69’ Tortul 85’ | Marcatori | 71’ Piola |

| Arbitro: | Liverani (Torino) |

|                           |           |           |
| Rossetti 46’ Sorensen 49’ | Marcatori | 28’ Conti |

| Arbitro: | Jonni (Macerata) |

|                     |           |           |
| Conti 61’ Testa 70’ | Marcatori | 86’ Galli |

| Arbitro: | De Leo (Mestre) |

|                      |           |  |
| Tortul 13’ Conti 78’ | Marcatori |  |

| Arbitro: | Pieri (Trieste) |

|                       |           |  |
| Bacci 40’ Novelli 41’ | Marcatori |  |

| Arbitro: | Marchetti (Milano) |

|                    |           |                          |
| K. Hansen 31’, 81’ | Marcatori | 59’ Pivatelli 87’ Pozzan |

| Arbitro: | De Leo (Mestre) |

|                              |           |  |
| Bredesen 14’, 35’ Vivolo 56’ | Marcatori |  |

#### Girone di ritorno
| Arbitro: | Campanati (Milano) |

|                      |           |  |
| Buthz 1’ Boscolo 87’ | Marcatori |  |

| Genova 7 febbraio 1954 19ª giornata | Sampdoria       | 0 – 0 | SPAL | Stadio Luigi Ferraris\| Arbitro: \| Rigato (Mestre) \| |
| Arbitro:                            | Rigato (Mestre) |       |      |                                                        |

| Arbitro: | Marchese (Napoli) |

|             |           |           |
| Nordahl 58’ | Marcatori | 10’ Gotti |

| Arbitro: | Valsecchi (Milano) |

|           |           |             |
| Gotti 88’ | Marcatori | 12’ Virgili |

| Arbitro: | Bernardi (Bologna) |

|  |           |            |
|  | Marcatori | 7’ Ricagni |

| Arbitro: | Marchese (Napoli) |

|                             |           |                          |
| Revere 46’ Sassi 77’ (rig.) | Marcatori | 20’ Tortul 76’ K. Hansen |

| Arbitro: | Guarnaschelli (Pavia) |

|                       |           |                            |
| Baldini 65’ Gotti 82’ | Marcatori | 35’ Giarrizzo 7’ Martegani |

| Arbitro: | Pieri (Trieste) |

|           |           |  |
| Testa 43’ | Marcatori |  |

| Arbitro: | De Leo (Mestre) |

|                        |           |            |
| Armano 3’ Skoglund 79’ | Marcatori | 90’ Tortul |

| Genova 4 aprile 1954 27ª giornata | Sampdoria          | 0 – 0 | Genoa | Stadio Luigi Ferraris\| Arbitro: \| Marchetti (Milano) \| |
| Arbitro:                          | Marchetti (Milano) |       |       |                                                           |

| Arbitro: | Guarnaschelli (Pavia) |

|                      |           |  |
| Marzani 4’, 64’, 82’ | Marcatori |  |

| Arbitro: | Coppa (Mariano Comense) |

|                             |           |              |
| Agostinelli 35’ Baldini 49’ | Marcatori | 89’ Rossetti |

| Arbitro: | Valsecchi (Milano) |

|                                    |           |            |
| Bettini 31’ Ghiggia 52’ Eliani 80’ | Marcatori | 62’ Ronzon |

| Arbitro: | Lo Bello (Siracusa) |

|              |           |            |
| Bassetto 52’ | Marcatori | 73’ Tortul |

| Arbitro: | Liverani (Torino) |

|                       |           |  |
| Baldini 35’ Testa 67’ | Marcatori |  |

| Arbitro: | Perego (Milano) |

|  |           |                         |
|  | Marcatori | 28’ Righetto 83’ Tortul |

| Genova 30 maggio 1954 34ª giornata | Sampdoria        | 0 – 0 | Lazio | Stadio Luigi Ferraris\| Arbitro: \| Griggi (Brescia) \| |
| Arbitro:                           | Griggi (Brescia) |       |       |                                                         |

## Statistiche

### Statistiche di squadra
| Competizione | Punti | In casa | In casa | In casa | In casa | In casa | In casa | In trasferta | In trasferta | In trasferta | In trasferta | In trasferta | In trasferta | Totale | Totale | Totale | Totale | Totale | Totale | DR |
| Competizione | Punti | G       | V       | N       | P       | Gf      | Gs      | G            | V            | N            | P            | Gf           | Gs           | G      | V      | N      | P      | Gf     | Gs     | DR |
| ------------ | ----- | ------- | ------- | ------- | ------- | ------- | ------- | ------------ | ------------ | ------------ | ------------ | ------------ | ------------ | ------ | ------ | ------ | ------ | ------ | ------ | -- |
| Serie A      | 34    | 17      | 8       | 8       | 1       | 23      | 12      | 17           | 3            | 4            | 10           | 15           | 28           | 34     | 11     | 12     | 11     | 38     | 40     | -2 |

### Statistiche dei giocatori
| Giocatore      | Serie A  | Serie A |
| Giocatore      | Presenze | Reti    |
| -------------- | -------- | ------- |
| G. Mari        | 34       | 1       |
| A. Pin         | 34       | -40     |
| P. Podestà     | 33       | 0       |
| M. Tortul      | 30       | 6       |
| G. Baldini     | 29       | 8       |
| A. Fommei      | 29       | 0       |
| K. Aage Hansen | 29       | 3       |
| E. Testa       | 26       | 5       |
| R. Agostinelli | 25       | 1       |
| E. Gratton     | 23       | 0       |
| O. Conti       | 20       | 8       |
| C. Gotti       | 19       | 4       |
| G. Ballico     | 9        | 0       |
| A. Coscia      | 8        | 0       |
| G. Mialich     | 7        | 0       |
| P. Ronzon      | 7        | 1       |
| M. Sabbatella  | 7        | 0       |
| E. Righetto    | 5        | 1       |